# Marie Lebour
Marie Victoire Lebour (Woodburn, 20 de agosto de 1876-2 de octubre de 1971) fue una bióloga marina británica conocida por su estudio de los ciclos de vida de varios animales marinos. Publicó más de 175 trabajos durante su larga carrera.

## Primeros años y educación
Marie Lebour, hija de Emily y George Labour, nació en Woodburn, Northumberland el 20 de agosto de 1876. Su padre era profesor  de geología y Marie le acompañaba regularmente en sus expediciones recogiendo especímenes para sus propias colecciones. Asistió a la facultad de Armstrong y estudió arte. Posteriormente estudió en la Universidad de Durham, donde se graduó en zoología: grado de asociada en 1903, diplomatura en 1904, licenciatura en 1907, y doctorado en 1917.

## Trayectoria e investigación
En 1900, antes de empezar su educación científica, Lebour comenzó su carrera de investigación sobre moluscos terrestres y de agua dulce en Northumberland. Mientras estudiaba su licenciatura, formó parte del personal de la Universidad de Durham. De 1906 a 1909 fue demostradora en el Departamento de Zoología de la Universidad de Leeds; de 1909 a 1915 también fue profesora adjunta. La carrera de investigación de Lebour fue realizada en el Laboratoria de la Asociación de Biología Marina en Plymouth en su totalidad, donde ingresó como empleada en 1915. Fue parte del personal hasta 1946, y posteriormente se convirtió en personal honorario hasta 1964, cuando no pudo seguir investigando por motivos de salud.
Su principal interés en investigación fue la etapa larval de los trematodes (un tipo de parásito en moluscos) y los moluscos. Publicó más de 100 trabajos en este ámbito durante su carrera. También trabajó con microplancton, y descubrió al menos 28 nuevas especies, las cuales catalogó en dos libros. Después de publicar estos libros, Lebour utilizó el recién inventado desatascador para mejorar el estudio de las etapas de huevo y larva de los eufausiáceos en el Atlántico Norte, Antártida y Bermudas. También publicó su trabajo sobre los huevos y las larvas de espadines, arenques y sardinas. Asimismo investigó en África Occidental. Se jubiló en 1946 a la edad de 70 años, pero continuó su trabajo de laboratorio y publicó hasta la edad de 88 años, cuando sus problemas de visión le impidieron trabajar con el microscopio.
Murió el 2 de octubre de 1971 con 95 años. Muchas de las publicaciones de Lebour  siguen siendo utilizadas en investigación.

## Honores y legado
Lebour fue miembro de muchas asociaciones profesionales. Fue socia  de la Sociedad Linneana, de la Sociedad Zoológica de Londres, y miembro de la Asociación de Biología Marina del Reino Unido.